# Karl Hammann
Karl Hammann est un tireur sportif allemand.

## Palmarès
Karl Hammann a remporté les épreuves Kuchenreuter (réplique) et Tanzutsu(original) aux championnats du monde MLAIC organisés en 2004 à Batesville  aux États-Unis  .